# 李珠妍
李珠妍（：／ ijuyon，1994年7月18日—），韓國女演員。曾用藝名李允雪，在2017年由京畿道內容振興院、Saram娛樂及電影雜誌《Cine21》共同主辦的“第1屆多樣性電影新人演員發掘計劃”中，以突破400:1的競爭率出道，於2021年開始以本名活動。

## 演出作品

### 劇集
- 2018年：SBS《Switch—改變世界》飾演 吳素拉
- 2018年：JTBC《天空之城》飾演 李佳乙
- 2019年：JTBC《巧克力》飾演 裴娜拉
- 2020年：tvN《惡之花》飾演 朴瑞英
- 2020年：JTBC《私生活》飾演 姜秀珍
- 2022年：ENA《凍死的戀愛》飾演 韓智妍
- 2024年：TVING《金字塔游戏》饰演 沈恩贞[5]
- 2024年：Netflix《末日愚者》饰演 金敏智
- 2025年：JTBC《夢想成為律師的律師們》飾演 崔浩然
- 2025年：Disney+《韓國製造》饰演 張惠恩

### 電影
- 2014年：短篇電影《在我心裡》（내 안에）
- 2016年：短篇電影《Best Cut》（베스트 컷）
- 2016年：短篇電影《允瑞力氣很大》（윤서는 힘이 세다）
- 2020年：《我們歡快的夏天》（기쁜 우리 여름날）
- 2023年：《萬分之一秒》（만분의 일초）[6]

### 舞台劇
- 2013年：《任意和刪除》
- 2015年：《滿船》
- 2017年：《19，十九》

## 外部連結
- 李珠妍的Instagram帳戶
- Initial娛樂官方網站
- 李珠妍在NAVER上的资料